# José María Giménez
José María Giménez de Vargas (født 20. januar 1995) er en uruguayansk fodboldspiller, der spiller som forsvarsspiller for La Liga-klubben Atlético Madrid.

## Klub karriere

### Danubio FC
Giménez fik sin debut som professionel fodboldspiller den 17. november 2012 i et 2-0 nederlag i Primera División Uruguaya imod Club Atlético River Plate, hvor Giménez spillede alle 90 minutter.
Giménez spillede 1 sæson (2012/13 sæsonen) som professionel, inden hans talent blev spottet. Han blev nemlig købt af et spansk hold. Han nåede i alt at spille 16 ligakampe for klubben.

### Atlético Madrid
Den 25. april 2013 blev det offentliggjort, at Giménez havde skrevet kontrakt med Atlético Madrid. Giménez kostede klubben 1 million euro.
Giménez fik sin debut for Atlético Madrid og også sin La Liga debut den 14. september 2013, hvor han startede inde i 4-2 hjemmesejren over UD Almería.